# 五福大帝
五福大帝，又稱五靈公、五靈官、五方瘟神、五瘟使者，是中國民間信仰中掌管瘟疫的五位瘟神，後被奉為民間的逐疫之神，其在福建和台灣皆有衆多信奉者。五神分別掌管東（春）、南（夏）、西（秋）、北（冬）、中的瘟疫之事，下轄五毒將軍。原稱「五瘟」，因忌諱的緣故改「瘟」為「福」，在台灣等地遂稱其為「五福大帝」。在起源地的福州被稱為五帝，馬祖稱為帝爺，被福州民系奉為鄉土守護神以及掌管陰間的司法神，主管災禍是非。在莆田則被稱為五帝爺。
五福大帝作為「逐疫神」的信仰影響了閩南的王爺信仰與城隍信仰，八家將亦源於五福大帝的幕府神將。

## 源流
五方瘟神是很早就有的信仰，《三教源流搜神大全》記載：「昔隋文帝開皇十一年六月內，有五力士現於凌空三五丈，身披五色袍，各執一物。一人執杓子并罐子；一人持皮袋并劍；一人執扇；一人執鎚；一人執火壺。帝問太史居仁曰：『此何神？主何災福也？』張居仁奏曰：『此是五方力士，在天上為五鬼，在地為五瘟。名五瘟，春瘟張元伯、夏瘟劉元達、秋瘟趙公明（一說趙光明）、冬瘟鐘仕貴，總管中瘟史文業。如現之者，主國民有瘟疫之疾，此為天行時病也。』」
清代施鴻保的《閩雜記》曰：「相傳五帝皆里中秀才，省試時，夜同至一處，見有群鬼在一井中下藥，相謂曰：此足死城中一半矣。五人叱之，不見。共議守井，勿令人汲。然汲者以為妄也，五人不能自明，有張姓者曰：『吾等當捨身救人。』乃汲水共飲，果中毒死。闔城感之，塑像以祀云。」

## 造像
- 顯靈公張元伯，金面額頭有一道刮痕。
- 應靈公鍾士秀，青面、花斑、嘴腫。
- 宣靈公劉元達，赤面，濃眉大眼。
- 揚靈公史文業，白面。
- 振靈公趙光明，黑面怒目。

## 職能
五福大帝有瘟神（王爺神）的性格，據稱五福大帝會佈施瘟疫以懲戒世人，因此馬祖話中有「壞人驚五帝」（馬拼：ngài noèyng kiang ngū tǎ）之俚語。福州話有俗諺「五帝搦」（榕拼：ngu44 la21 niek5，馬拼：ngū tǎ niek），字面意思“被五帝捉拿”，指人太壞，要被五帝抓走。後衍生為詈語，意即「報應」、「遭天譴」，「五帝」或「五帝搦」亦可僅作為句首的驚嘆語氣詞，意為「該死的」。五福大帝經常配祀冥判、陰陽都總管、范謝將軍、甘柳將軍等神祇。其中神將部分常由真人扮演，於主神出巡時負責護衛，稱為「家將」，臺灣首創家將團體台南白龍庵如意增壽堂與西來庵吉聖堂都稱什家將，此陣頭傳至嘉義地區後則多稱為八家將。

## 各地信仰狀況

### 福建
福州居民每逢瘟疫流行，便迎請五福大帝繞境、建造王船流放，以求驅除瘟疫。《榕城纪闻》記載明崇祯十五年（1642年）福州祭祀五帝之情況如下：“二月，福州疫起，乡例祈禳土神，有名为五帝者。于是，各社居民鸠集金钱，设醮大傩。初以迎请排宴，渐而至于设立衙署，置胥役，收投词状，批驳文书，一如官府。而五帝所居，早晚两堂，一日具三膳，更衣晏寝，皆仿人生礼。各社土神，忝谒有期，一出则仪仗车舆，印绶笺简，彼此忝拜；有中军递帖，到门走轿之异。更有一种屠沽及游手之徒，或妆扮鬼脸，或充当皂隶，沿街迎赛，互相夸耀。继作绸绉彩舟，极其精致，器用杂物，无所不备。兴工出水，皆择吉辰，如造舟焉。出水名曰‘出海’，以五帝逐疫出海而去也。是日，杀羊宰猪，向舟而祭。百十为群，鸣锣伐鼓；锣数十面，鼓亦如之。与执事者，或摇旗，或扶舟，喊呐喧闹，震心动魄。当其先也，或又设一傩，纸糊五帝及部曲，乘以驿骑，旋绕都市四周。执香随从者以数千计，皆屏息于烈日中，谓之‘请相’。及舟行之际，则疾趋恐后，蒸汗如雨，颠踬不测，亦所甘心，一乡甫毕，一乡又起，甚而三四乡，六七乡同日行者。自二月至八月，市镇乡村日成鬼国，巡抚张公严禁始止。”《乌石山志》也载：“闽中乡社，多奉五帝。五、六月间，昼夜喧呼，奉神出游，所谓‘请相出海’”。
清代衙門認為五福大帝是五通、瘟神信仰，故時常查禁之，如查慎行《福州太守毁淫祀歌》所述：「愚氓致貧蓋有術，祈福淫祠亦其一。八閩風俗尤信巫，社鼠城狐就私暱。巫言今年神降殃，癘疫將作勢莫當。家家殺牛磔羊豕，舉國奔走如風狂。迎神送神解神怒，會掠金錢十萬戶。旗旄夾道鹵簿馳，官長行來不避路。忽聞下令燔妖廬，居民聚族初睢盱。青天白日鬼怪遁，向來祗奉寧非愚。嗟嗟千年陋習牢相紐，劈正須煩巨靈手。江南狄公永州柳，此事今亡古亦偶，獨不見福州遲太守。」
馬祖列島古屬福州管轄，居民系屬福州民系，故也有五福大帝信仰，於各島各村建有分靈廟殿。居民多稱五福大帝為「五靈公」，其中不乏有與五顯大帝（華光大帝）混合奉祀的現象，如牛峰境五靈公廟主神為五福大帝（五尊造像），陪祀天仙府五顯公（五尊造像）。五顯公之主尊形象為白面三眼，然手持金磚之造型則同於華光大帝，可見二者信仰合流之情形。

### 臺灣
清治中葉，臺南流行瘟疫，以福州人為主的官兵自福州白龍庵分靈五靈公前來，設置臺南白龍庵祭拜。連橫《臺灣通史‧宗教志》記載：「五福大帝，廟在鎮署之右，為福州人所建，武營中尤崇奉之，似為五通矣。然其姓為張、為劉、為鍾，為史、為趙，均公爵，稱部堂，僭制若帝王，歲以六月出巡，謂之逐疫。喬裝鬼卒，呵殿前驅，金鼓喧闐，男女雜遝，傾錢酬願，狀殊可憐。越二日以紙糊一舟，大二丈，奉各紙像置船中，凡百器用財賄兵械，均以紙綢為之，大小靡不具。愚民爭投告牒，齎柴米，舁舟至海隅火之，謂之送王。七月七日，又至海隅迎之。此瘟神爾，而與靈官皆竊五帝之號，是淫祀也。」
早期研究多認為臺南西來庵是泉漳士紳為參拜方便自臺南白龍庵（或說福州白龍庵）分靈，不過近年臺南西來庵認福州閩侯縣南嶼鎮南旗村西來庵為祖廟。
2009年書《臺灣民俗文物辭彙類編》載「五毒大神又稱五福大帝、五方瘟神、五靈公或五靈官」。

## 奉祀宮廟
- 福建省福州市台江區復初庵

- 福建省福州市台江區白龍庵，以下次項目為其分靈廟及再分靈廟
  - 連江縣（馬祖）北竿鄉橋仔清頭溪五靈公廟[11]
  - 台南市北區全臺白龍庵
    - 高雄市三民區明聖宮白龍庵[12]

- 福建省福州市長樂區漳港鎮龍角峰寺，以下次項目為其分靈廟及再分靈廟
  - 連江縣（馬祖）莒光鄉東莒熾坪境福德宮（同祀）[11]
  - 連江縣（馬祖）北竿鄉芹壁境龍角峰伍位靈公廟[11]
    - 桃園市中壢區龍角峰五位靈公行宮

- 福建省福州市長樂區潭頭鎮文石村龍山寺，以下次項目為其分靈廟及再分靈廟
  - 連江縣（馬祖）莒光鄉東莒福正境天上聖母廟（陪祀）[11]
  - 連江縣（馬祖）莒光鄉東莒大浦境白馬尊王廟（陪祀）[11]
  - 連江縣（馬祖）南竿鄉山隴境白馬尊王廟（陪祀）[11]
  - 連江縣（馬祖）南竿鄉中隴北極玄天上帝神壇（陪祀）[11]
  - 連江縣（馬祖）南竿鄉牛峰境五靈公廟[11]，廟內另奉祀連江縣筱埕鎮東羅回村樂平境天仙府分靈之五福大帝[13]

- 福建省福州市長樂區潭頭鎮厚東村崇聖寺（陪祀），以下次項目為其分靈廟
  - 連江縣（馬祖）南竿鄉福澳境華光大帝廟（陪祀）[11]

- 福建省福州市長樂區潭頭鎮嶺南村西陳王井坑三家堂，以下次項目為其分靈廟[14]
  - 連江縣（馬祖）莒光鄉西莒田澳境五靈公廟

- 福建省福州市閩侯縣南嶼鎮南旗村西來庵，以下為其分靈廟[10]
  - 台南市北區全臺西來庵

- 福建省莆田市秀嶼區湄洲岛湄洲天后宮五福殿（陪祀）

- 福建省連江縣北竿鄉午沙境五福天仙府－香火來自長樂縣漁船，五位神明皆雙腳採金獅，姓名分別為張風（粉面三目，左手平放於膝上）、鍾忪（藍面赤眉威容，右手向左比劍指，左手扶衣帶）、劉幸（青面赤眉鳳嘴威容，右手向後舉起，左手置於腹前）、徐超（紅面赤眉威容，雙手置於衣袖內平放於腹部）、趙基（黃色虎面，右手捧腰帶，左手平放於膝上）[15]

- 屏東縣屏東市大埔北極殿（陪祀）[16]

- 屏東縣枋寮鄉北勢寮隆山宮（陪祀）[17]

- 屏東縣琉球鄉小琉球水仙宮（陪祀）

- 屏東縣潮州鎮天命五靈宮

- 台南市中西區外關帝港玄明保安宮－主祀白龍庵劉部宣靈公[18]
- 新北市 全台白龍庵振明堂：供奉五福大帝五位靈公，福州穆嶺天仙府福靈祖殿分靈：黃文通靈公，陳吉祥靈公，合稱七位靈公。

- 屏東縣東港鎮共和堂－陪祀劉府千歲（劉部宣靈公），以下次項目為其分靈廟
  - 台北市士林區共和宮－主祀劉府千歲[19]

- 屏東縣東港鎮東南宮－主祀劉府千歲（劉部宣靈公）

- 屏東縣東港鎮金茄萣港庄南平共心堂－陪祀劉部大帝、白龍庵駕前什家將，會為五福大帝祝壽[20]

- 屏東縣東港鎮檺林宮共心堂－陪祀白龍庵劉部大帝、白龍庵駕前什家將[21]

- 桃園市中壢區宣臨壇－主祀五帝廟劉部大帝、什府大神、臨水夫人，陪祀福州天仙府五靈公
- 高雄市旗山區 全臺如意開基五龍殿-主祀五福大帝

- 高雄市梓官區赤崁清德堂－主祀五福大帝

- 高雄市六龜區五帝殿－主祀五福大帝
- 臺東縣臺東市應靈堂–主祀五福大帝
- 臺東縣臺東市五巡府-奉祀五福大帝

## 引用資料
1. ↑  李剣平 主編 『中国神話人物辞典』 陝西人民出版社 1998年 95頁 ISBN 7-224-04279-X（中文）
2. 1 2  川野明正 『神像呪符「甲馬子」集成 中国雲南省漢族・白族民間信仰誌』 東方出版 2005年 104-105頁 ISBN 4-88591-907-X
3. 1 2 3 4  冯爱珍. . 江苏教育出版社. 1998: 34.
4. 1 2  國家文化記憶庫. .
5. ↑  . 馬祖日報. 2023-09-18.
6. ↑  莆田市政协文化文史和学习委员会. . 厦门大学出版社. 2021: 237.
7. ↑  .   [2014-02-09]. （原始内容存档于2014-02-22）.
8. ↑  . 凤凰网（来源：海峡都市报）. 2014-03-06  [2016-10-02]. （原始内容存档于2019-05-02） （中文（简体））.
9. 1 2  . fc-matsu.com.
10. 1 2  趙家麟. . 中國評論新聞網. 2017-12-12  [2019-08-01]. （原始内容存档于2019-08-01） （中文（臺灣））.
11. 1 2 3 4 5 6 7 8 9  劉家國、李仕德、林金炎 (编). . 連江縣南竿鄉: 連江縣政府. 2014  [2019-07-01]. ISBN 9789860435450. （原始内容存档于2019-07-01）.
12. ↑  . 中研院文化資源地理資訊系統. 2012-04  [2019-09-11]. （原始内容存档于2020-10-29） （中文（臺灣））.
13. ↑  . 馬祖資訊網. 2014-07-16  [2019-07-14]. （原始内容存档于2019-07-14） （中文（臺灣））.
14. ↑  張薰. . 中研院文化資源地理資訊系統. 2010-10-09  [2019-07-01]. （原始内容存档于2019-07-01） （中文（臺灣））.
15. ↑  張薰. . 中研院文化資源地理資訊系統. 2010-09-22  [2019-06-30]. （原始内容存档于2019-06-30） （中文（臺灣））.
16. ↑  劉孜芹、洪麗雯. . 中研院文化資源地理資訊系統. 2011-06-29  [2019-07-14]. （原始内容存档于2019-07-14） （中文（臺灣））.
17. ↑  洪麗雯. . 中研院文化資源地理資訊系統. 2011-06-16  [2019-06-01]. （原始内容存档于2019-06-01） （中文（臺灣））.
18. ↑  謝奇峰. . 中研院文化資源地理資訊系統. 2011-07-02  [2019-04-15]. （原始内容存档于2019-04-08） （中文（臺灣））.
19. ↑  中華民國內政部 (编).  (PDF): 2-157. 2010  [2019-04-15]. （原始内容 (PDF)存档于2018-04-06） （中文（臺灣））.
20. ↑  陳進成. . 中研院文化資源地理資訊系統. 2011-07-01  [2019-09-15]. （原始内容存档于2019-09-15） （中文（臺灣））.
21. ↑  陳進成. . 中研院文化資源地理資訊系統. 2011-07-02  [2019-09-15]. （原始内容存档于2019-09-15） （中文（臺灣））.

## 外部連結
- 連江縣（馬祖）南竿鄉牛峰境五靈公廟相片記錄（页面存档备份，存于）